# West Point (Mississippi)
Pour les articles homonymes, voir West Point.
La ville de West Point est le siège du comté de Clay, situé dans l'État du Mississippi, aux États-Unis. Sa population s'élevait à 10 105 habitants lors du recensement de 2020.